# 영양군의 지질

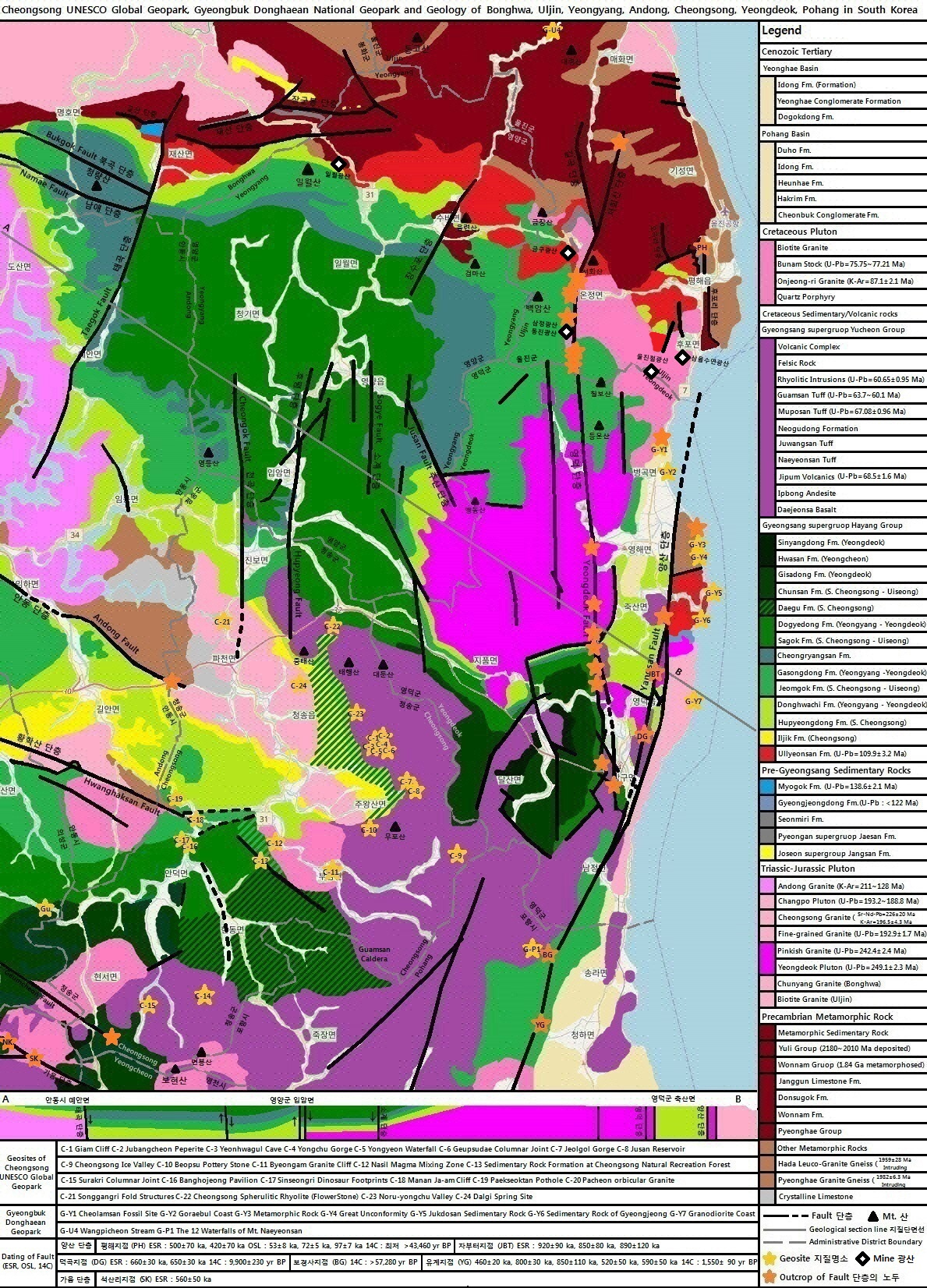
경상북도 울진군, 봉화군, 영양군, 안동시, 청송군, 영덕군, 포항시의 지질 및 청송 유네스코 세계지질공원, 경북동해안 국가지질공원

본 문서에서는 경상북도 영양군의 지질과 경상 누층군 영양소분지의 지층(경상 누층군 울련산층, 동화치층, 가송동층, 청량산층, 도계동층) 및 영양 선바위 등 영양군의 지질유산에 대해 설명한다.

## 개요
영양군은 영남 지괴/영남 육괴에 해당하는 북쪽 끝 지역을 제외한 모든 지역이 경상 분지 영양소분지에 해당하여, 거의 모든 지역이 중생대의 퇴적암 경상 누층군으로 구성되고, 선캄브리아기의 암석은 수비면의 북부 지역에만 조금 분포한다. 영양군 남동부 석보면 삼의리 지역에는 영덕군에서 넘어온 트라이아스기 영덕 화강암이 분포한다. 1:5만 지질도폭 상으로, 
- 삼근리 지질도폭(1963) 남동부 (수비면 신암리)[2]
- 도계동 지질도폭(1963) 대부분 (청기면 중·북부, 일월산, 일월면, 수비면 중·서부, 영양읍 북단)[3]
- 영양 지질도폭(1970) 대부분 (청기면 남부, 영양읍, 입암면, 석보면)[4]

에 해당한다.

## 선캄브리아기
수비면 최북단에 분포하는 선캄브리아기의 암석들은, 원남층군과 율리층군 그리고 가장 오래된 평해층군으로 구성되어 있다. 이 선캄브리아기 암석은 봉화군 및 울진군 지역으로 연장된다.

### 평해층군
평해층군(Precambrian Pyeonghae Group, 平海層)은 원래 울진군 평해읍에 분포하는 암석으로, 영양군 내에서는 일월면 용화리 국도 제31호선 주변과 수비면 신원리 일부 지역에 분포한다. 평해층군 분포지의 남동부와 남서부는 각각 경상 누층군 울련산층과 동화치층에 의해, 북부는 원남층군 원남층에 의해 부정합으로 덮인다. 주요 구성 암석은 편마암 및 운모편암 등이며 1, 2개의 석회암 및 규암 지층이 협재된다. 준편마암의 대부분인 운모편암 및 천매암은 니질원 변질퇴적암(Argillaceous meta-sediments)으로 다음과 같은 암상을 보이고 있다. 준편마암은 안구상 및 호상 구조를 보이며 석영, 사장석, 정장석, 미사장석, 흑운모 등으로 구성되는 편마암이다. 정장석 및 사장석의 일부는 반상결정으로 안구상을 정하므로 안구상 편마암을 형성한다. 운모편암은 흑운모, 백운모 및 석영 등이 주 구성광물이며 곳에 따라 녹니석 또는 규선석이 많이 발달하여 각각 녹니석편암 및 규선석편암을 형성한다. 준편마암의 일부 규암, 석영편암 등은 사질원 변질퇴적암(Arenaceous meta-sediments)이며 사질원 편마암은 석영, 정장석, 사장석, 미사장석 및 흑운모 등으로 구성되며 곳에 따라 자류석이 약간 발달한다.
영양군의 평해층군
- 북위 36° 46′ 36.5″ 동경 129° 13′ 15.5″ / 북위 36.776806°  동경 129.220972°
- 북위 36° 46′ 37.8″ 동경 129° 13′ 15.5″ / 북위 36.777167°  동경 129.220972°

### 원남층군
원남층군은 영남 육괴 북동부 지역에 발달하는 선캄브리아기의 지층 중 최하부의 것으로 변성 퇴적암이다. 하부로부터 원남층, 동수곡층, 장군석회암층, 두음리층으로 구분된다. 이중 동수곡층은 영양군 내에 분포하지 않는다.

#### 원남층
원남층(PCEw; Precambrian wonnam formation, 遠南層)은 원남층군의 최하위 지층으로, 영양군 내에서는 수비면 수하리의 북부와 신암리의 중동부에 분포한다. 편마암, 운모편암, 규암, 석회암 등으로 구성되어 있으며 지층의 주향은 동-서 방향, 경사는 90° 내지 45°N이다. 수비면 수하리에서는 경상 누층군 울련산층에 의해 부정합으로 덮이고 일월면 용화리 일대에서는 하부의 평해층군을 부정합으로 덮는다.
영양군의 원남층
- 영양군 수비면 수하리 479-1 지방도 제917호선 도로변
북위 36° 48′ 48.0″ 동경 129° 15′ 23.0″ / 북위 36.813333°  동경 129.256389°
- 왼쪽과 동일
- 영양군 수비면 수하리 영양국제밤하늘보호공원 남동측 장수포천 계곡 하상
북위 36° 50′ 10.0″ 동경 129° 16′ 22.0″ / 북위 36.836111°  동경 129.272778°
- 영양군 수비면 수하리 영양국제밤하늘보호공원 북동측 도로변
북위 36° 50′ 24.0″ 동경 129° 16′ 21.0″ / 북위 36.840000°  동경 129.272500°
- 영양군 수비면 수하리 영양국제밤하늘보호공원 북동측 도로변
북위 36° 50′ 20.0″ 동경 129° 16′ 22.0″ / 북위 36.838889°  동경 129.272778°  이하 동일
- 영양군 수비면 수하리 수하2교 동측 하상
북위 36° 49′ 34.0″ 동경 129° 15′ 35.0″ / 북위 36.826111°  동경 129.259722°

#### 장군 석회암층
장군 석회암층(PCEja; Precambrian janggun limestone formation, 將軍石灰巖層)은 주로 석회암층으로 구성되어 있으나 규암을 협재하며, 수비면 신암리 서부에 소규모 분포한다.

#### 두음리층
두음리층(PCEd; Precambrian dueumri formation, 斗音里層)은 주로 천매암 및 편암류로 구성되며, 수비면 신암리 서부에 장군 석회암층과 같이 소규모로 분포한다. 하위의 장군 석회암층과는 정합, 상위의 율리층군과 부정합 관계이다.

### 율리층군
율리층군은 영양군 내에서 봉화군 소천면 남회룡리와의 경계 지역인 수비면 신암리 서쪽 끝 지역에만 쇼규모 분포한다. 원남층군을 부정합으로 덮고 (암)회색 및 황회색의 편마암 및 천매암과 회색 변성사질암의 호층(互層)으로 구성되어 있다.

### 분천 화강편마암

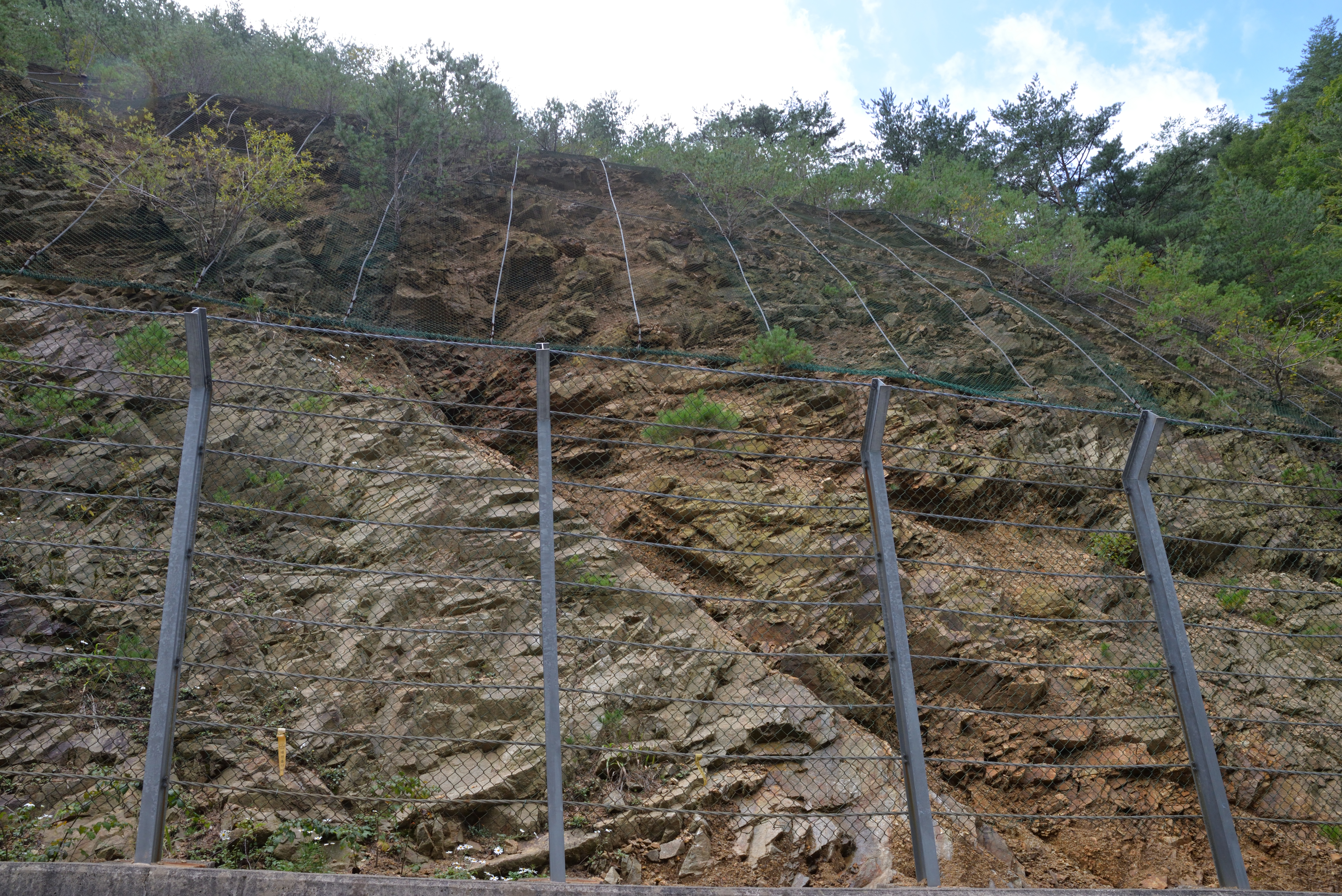
영양군 수비면 신암리 산 19-82/울진군 금강송면 광회리 경계 지역의 지방도 제917호선 도로변의 분천 화강편마암

분천 화강편마암은 울진군 지역에 광범위하게 분포하는 암석으로 영양군 내에서는 수비면 신암리 일부 지역에 분포한다.

## 트라이아스기

### 영덕 심성암체 (영덕 화강암)
영덕 화강암은 영덕군 영덕읍 중부와 지품면 북부, 축산면 서부, 영해면 서부, 창수면, 영양군 석보면에 걸쳐 분포하는 중생대 트라이아스기 화강암으로 영양군 내에서 영양읍 양구리, 석보면 삼의리, 포산리 일부 지역에 분포한다. 이 화강암은 중립질 내지 조립질 흑운모 화강암으로 분류되며 대개 괴상이지만 연변부에서 미약한 엽리가 나타난다. 화강암체 내부에 양산 단층의 영향을 받은 것으로 추정되는 남-북 방향의 단층들이 다수 발달하나 단층에 의한 파쇄는 미약하다.
영양군의 영덕 화강암
- 영양군 영양읍 양구리 지방도 제917호선 도로변
북위 36° 35′ 11.3″ 동경 129° 12′ 52.3″ / 북위 36.586472°  동경 129.214528°
- 영양군 석보면 포산리 삼의계곡
북위 36° 30′ 30.5″ 동경 129° 12′ 05.0″ / 북위 36.508472°  동경 129.201389°

## 중생대경상 누층군
수비면 최북단과 석보면 동부를 제외한 영양군의 나머지 모든 지역은 경상 분지의 중생대 퇴적암인 경상 누층군으로 구성되어 있으며, 그 대부분이 도계동층으로 구성되어 있다.

### 울련산층
울련산층(蔚蓮山層, Ulryeonsan Formation)은 영양군 지역 경상 누층군의 기저 역암층으로 선캄브리아기의 평해층군과 원남층군을 부정합으로 덮는다. 수평 분포의 변화가 극히 심하여 지층의 두께가 0에서 700 m에까지 달한다. 일월산 부근에서는 울련산층이 국지적으로 첨멸하여 동화치층이 부분적으로 평해층군을 직접 덮는다. 그리고 울련산층인 영양군 수비면 수하리의 울련산 부근에서 현저한 발달을 보인다. 평해층군을 덮는 울련산층 기저 역암층의 부정합면은 매우 불규칙한 것으로 부정합면의 경사가 70°를 초과하는 것도 있다. 
울련산층은 주로 역암으로 구성되며 하부에서는 기저 역암층을 주로 하나 상부에서는 역암층을 주로 하는 알코스사암 및 자색(赭色) 셰일 혹은 이암등의 호층을 이루며 알코스사암을 주로 하는 동화치층으로 점이(漸移)한다. 동화치층의 알코스사암은 대체로 회백색을 띄나 울련산층 상부의 역암 및 알코스사암은 협재되어 있는 자색(赭色) 셰일 혹은 자색 이암에 물들어 주로 갈색을 띠어 두 층을 쉽게 구분할 수 있다. 역암의 기질(基質; matrix)은 알코스질이며 역(礫)은 편상 화강암, 백운모 화강암, 반상 화강암, 페그마타이트질화강암, 운모편암, 석회암, 규암, 흑색셰일 및 주입편마암 등으로 구성된다. 이들 역을 구성하는 암석들은 주로 북부에 분포하는 선캄브리아기의 변성암류들이다. 역의 크기는 본 층의 하부에서 상부로 갈수록 작아지며 평균 크기는 20 cm 내외이고 2 cm에서 3 m까지 달한다. 영양군 일월면 용화리에서 수비면 발리리 북부와 수하리 남부, 본신리에 이르기까지 길게 이어져 분포한다.
영양군의 울련산층
- 영양군 수비면 수하리 본신로 도로변 역암
북위 36° 47′ 30.5″ 동경 129° 15′ 21.0″ / 북위 36.791806°  동경 129.255833°
- 영양군 수비면 수하리 번동4교 남서측 역암
북위 36° 47′ 29.0″ 동경 129° 15′ 35.0″ / 북위 36.791389°  동경 129.259722°
- 영양군 수비면 수하리 장수포천 하상 역암
북위 36° 48′ 01.0″ 동경 129° 14′ 57.0″ / 북위 36.800278°  동경 129.249167°

### 동화치층
동화치층(Donghwaji Formation, 東花峙層)은 울련산층 상부의 지층이다. 하부의 울련산층과는 암상이 점이적으로 변하며 정합적 관계로 놓이고, 울련산층이 잠시 사라지는 일월산 부근에서 선캄브리아기 지층을 직접 부정합으로 덮는다. 울련산층 분포지역 남부에 대상(帶狀)으로 분포하며 동화치층과 울련산층의 경계는 상위에서 역암층이 알코스사암 및 자색(赭色) 셰일 혹은 이암층과 호층을 이루다가 회백색 또는 백색 알코스 사암이 현저하게 발달하는 부분을 동화치층의 하한으로 설정하였다. 
동화치층은 주로 알코스 사암, 역암, 셰알 및 이암이 교호하며 알코스 사암과 역암층은 수평 분포상 점이적이며 이는 퇴적환경의 차이로 추정된다. 동화치층 하부에서는 알코스 사암 및 역암층을 주로 하는 자색(赭色) 셰일 및 이암층과 호층을 이루나 상부로 갈수록 자색 셰일 및 이암층이 우세해지며 점이적으로 이회암을 주로 하는 가송동층으로 점이한다. 수비면 신원리 방면으로 갈수록 미약해 지다가 신원리 동부에서 울련산층과 가송동층 사이에서 첨멸한다. 동화치층의 두께는 200 내지 500 m이다.
영양군의 동화치층
- 영양군 영양읍 양구리, 지방도 제917호선 도로변
북위 36° 34′ 45.6″ 동경 129° 12′ 35.7″ / 북위 36.579333°  동경 129.209917°
- 영양군 수비면 수하리 산 90-12, 지방도 제917호선 도로변
북위 36° 47′ 27.0″ 동경 129° 14′ 02.0″ / 북위 36.790833°  동경 129.233889°

### 가송동층
가송동층(Gasongdong formation, 佳松洞層)은 영양군 내에서 동화치층의 분포지역의 남쪽에 대상(帶狀)으로 분포하며 하부의 동화치층과는 비(非)정합 관계이다. 가송동층은 주로 자색(赭色) 이암, 자색(赭色) 셰일, 알코스사암 및 녹색 이회암 등으로 구성되어 있다. 가송동층의 하부는 자색 또는 암자색(暗赭色) 셰일 및 이암이 우세한 박층의 알코스 사암 또는 역암과 호층을 이루고 있으며 중부는 주로 녹회색 이회암층이 (암)자색 이암 및 셰일과 호층을 이루다가 상부에서는 (암)자색 셰일 및 이암층이 현저하게 발달된다. 본층 중의 셰일 및 이암은 전기 지층들에 비해 석회분을 비교적 많이 함유한다. 가송동층 중부에 현저하게 발달하는 녹회색 이회암은 청기면 지역에서 현저하게 발달하나 수비면으로 갈수록 셰일 및 이암층이 우세해진다. 가송동층은 진주층과 칠곡층에 대비되는 것으로 추정된다. 가송동층의 두께는 300 내지 700 m이다. 영양군 수비면 계리 한티재 국도 제88호선과 수비면 본신리 산 15-12 지역의 본신로 도로변에는 가송동층의 노두가 드러나 있다. 
영양군 수비면 계리, 한티재 국도 제88호선 도로변에 드러난 가송동층의 노두
- 북위 36° 45′ 59.0″ 동경 129° 11′ 14.2″ / 북위 36.766389°  동경 129.187278°
- 북위 36° 45′ 59.3″ 동경 129° 11′ 13.5″ / 북위 36.766472°  동경 129.187083°
- 북위 36° 45′ 59.7″ 동경 129° 11′ 13.2″ / 북위 36.766583°  동경 129.187000°
- 북위 36° 45′ 59.5″ 동경 129° 11′ 13.3″ / 북위 36.766528°  동경 129.187028°
- 북위 36° 45′ 59.6″ 동경 129° 11′ 14.1″ / 북위 36.766556°  동경 129.187250°
- 북위 36° 45′ 53.0″ 동경 129° 11′ 23.0″ / 북위 36.764722°  동경 129.189722°

영양군 수비면 본신리 본신로 도로변의 가송동층
- 북위 36° 46′ 32.0″ 동경 129° 16′ 35.0″ / 북위 36.775556°  동경 129.276389°
- 북위 36° 46′ 20.0″ 동경 129° 16′ 27.0″ / 북위 36.772222°  동경 129.274167°  이하 동일

### 청량산층과 선바위
청량산층(Cheongnyangsan formation, 淸凉山層)은 봉화군의 청량산을 표식지로 하는 지층으로 주로 역암으로 구성된 하부 청량산층원(cheongnyangsan member)과 현무암 등 화산암으로 구성된 상부 오십봉층원(oshib-peak member)으로 구분된다.
하부 청량산층원은 대부분 역암으로 구성되며 갈색을 띠고 자갈은 울련산층 역암의 자갈과 유사하나 장석화강암(red feldspar granite)의 역을 다량 함유한다. 자갈 크기는 흔히 15 cm 내외의 것으로서 1.5 m에 달하는 것도 있다. 청량산층원은 대구 지역의 신라 역암층에 대비되는 것으로 추정된다. 청량산층원의 두께는 0(첨멸)~150 m이며 영양군 수비면 오기리와 죽파리에서 하부의 가송동층, 상부의 오십봉층원 사이에 묻혀 잠시 끊어진다.
상부 오십봉층원은 주로 현무암류로 구성되어 있으며 하부에서는 현무암류가 현저하게 발달하나 상부에서는 수 매의 현무암류가 역암, 사암, 자색(赭色) 셰일 및 이암 등과 호층을 이룬다. 오십봉층원 상부에서는 현무암층이 점차 첨멸하며 상부 도계동층으로 점이(漸移)한다. 수비면 일대에서 북동-남서 주향으로 발달하는 장수포 단층을 경계로 동부와 서부에서 현무암류의 발달이 현저하게 다르다. 장수포 단층 서부인 일월산 남쪽 지역에서는 현무암류가 퇴적암층과 수회 반복되나 동부인 수비면 죽파리와 송하리 등지에서는 본 층원의 하부에 대규모의 현무암류가 발달되며 도폭의 동남부 수비면 죽파리에 소재한 오십봉 부근에서는 현무암류가 발달하며 그 두께는 900 m에 달한다. 오십봉을 중심으로 하여 넓게 분포하는 현무암층은 오십봉층원의 하부에 속하는 것으로서 최소한 5회 이상의 용암류에 의하여 형성되었으리라고 믿어진다. 
영양읍 기산리(岐山里) 부근에 분포하는 오십봉층원의 상부에서는 5 내지 6매 이상의 현무암이 역암 및 자색(赭色) 셰일/이암 등 퇴적암과 교호한다. 오십봉층원은 최소한 11회 이상의 용암류에 의해 형성되었으리라 추정된다. 오십봉층원의 상부에는 역암, 사암, 셰일 및 이암 등의 응회질 퇴적암이 현무암층과 교호한다. 역암은 청량산층원의 그것과는 차이가 있으며 자갈의 크기는 10 cm 이하이다. 사암과 셰일은 응회질이며 갈색 내지 자색(赭色)이다. 이들 퇴적암의 각 두께는 20 m 내외로서 현무암류와 호층을 이룬다. 사암, 셰일 및 이암의 성층면(成層面)에서는 흔히 건열이 발견되며 사암과 이암 중에는 벌레가 서식한 것으로 믿어지는 세관(細管; 가느다란 관) 모양의 흔적이 남아 있다. 현무암은 청량산 방면으로 갈수록 안산암으로 점이(漸移)하고 영양군 지역에서도 층원의 상위로 갈수록 안산암질암으로 변화한다. 현무암은 육안으로 암회색 내지 어두운 자색(赭色)을 띠며 사장석의 백색 침상결정(針狀結晶)이 발달한다. 오십봉층원의 두께는 100 내지 900 m이다.
영양군 일월면 문암리(북위 36° 45′ 09.96″ 동경 129° 09′ 46.41″ / 북위 36.7527667°  동경 129.1628917° , 문암삼거리 부근)에는 위 사진과 같이 국도 제31호선 도로변 노두를 따라 하천 기원의 역암, 사질역암으로 구성된 청량산층의 역암층이 연속적으로 드러나 있으며 층리가 고각으로 경동되어 발달한다. 이러한 지층의 경동은 일월산 스러스트 단층과 연관된 것으로 보인다. 청량산층의 역암은 영양 소분지 하양층군의 건층(key bed) 역할을 하는 중요한 지층이다. 단층 운동으로 인해 단층면 상에는 단층조선과 단층섬유가 발달한다.
영양 지질도폭(1970)에서는 주로 역암으로 구성된 청량산층원과 퇴적암 및 현무암류의 호층로 구성되어 있는 오십봉층원으로 구분하였다.
하부 청량산층원은 영덕군 창수면 창수리 북서부 산 중턱과 입암면 대천리-산해리의 영등산(505.5 m) 주변에 소규모 분포하며 상부 오십봉층원에 의해 정합으로 덮이고 하부의 가송동층과의 관계는 분명하지 않으나 정합으로 간주된다. 본 층원은 주로 역암으로 구성되며 역질사암, 사암 및 이암, 응회질 역암 및 사암층을 협재한다. 역암은 주로 담회녹색을 띠며 역은 주로 현무암, 규암, 화강암류, 사암, 편마암 등으로 구성되고 크기는 최대 25~30 cm, 평균 5~16 cm, 최소 3~5 cm이다. 본 층의 두께는 130 m 이하로 영등산에서 130 m로 가장 두껍게 발달하고 창수리 북서부에서 최고 40 m의 얇은 두께를 보인다.
상부 오십봉층원은 영양군 영양읍 무창리와 감천리, 입암면 금학리와 영등산 산정부에 분포하며 하부 청량산층원과의 경계는 오십봉층원 최하부에 놓이는 현무암류 기저부로 설정된다. 그리고 지역적으로 청량산층원이 없는 곳에서는 가송동층을 직접 덮는다. 본 층원은 현무암류와 역암, 역질사암, 이암 및 이회암 등으로 구성되는 퇴적암층과 호층을 이루며 전반적으로 현무암류가 우세하다. 상부로 가면서 퇴적암층 두께가 약간 증가하고 현무암류가 점차 얇아지며 퇴적암층의 구성암이 조립질인 것이 우세해지는 경향이 있다. 영양읍 화천리-무창리 일대에서 가장 많은 현무암류(최소 9매)를 함유하며 남서부로 갈수록 점차 감소하여 석보면 홍계리 홍계마을 부근에서 4~6매, 석보면 주남리 남곡마을에서 2~3매, 석보면 신평리의 신평마을에서 2매에서 1매로 줄어들어 이후 택전 단층에 의해 절단되어 도계동층과 맞닿는다. 현무암류의 두께는 오십봉층원 하부로 갈수록 두꺼워지는 경향이 뚜렷한데 이 가운데서도 최상부에 놓이는 암류가 가장 두꺼운 것으로서 영양읍 무창리-창수면 백청리 간 쉰섬재에서 영양읍 양구리의 양구마을 부근에 이르기까지 100 m 내외의 두께를 가지며 턱골바위 부근에서는 140 m에 달한다. 그러나 석보면 홍계리 소재 주산(680.3 m)과 신평리 사이에서는 20~50 m의 두께를 보인다. 오십봉층원의 두께는 지역적인 변화가 극심하여 영양읍 무창리에서 700 m에 달하나 석보면에서 15 m까지 감소하며 입암면 영등산 일대에서는 비교적 균일하여 100 m 정도이다.
영양군 입암면 연당리 780-1의 선바위와 남이포는 사행 하천인 반변천과 동천 사이에 발달한 하식애와 기암들로 청량산층 오십봉층원과 도계동층에 해당한다. 이들 하식애와 기암들은 단층 운동과 침식 작용애 의해 형성된 것으로 거대한 촛대를 세워 놓은 것 같은 바위가 선바위[立巖]이고 두 하천이 합류하여 큰 강을 이루는 것을 남이포라 한다. 하천을 따라 약 500 m에 걸쳐 연속적으로 지층이 드러나 있으며 구성 암석은 적색의 사암, 이암, 역암이고 판상 층리와 점이층리가 발달한다. 역암의 역은 잔자갈 내지 왕자갈 크기의 원마도가 양호한 현무암, 규암, 사암 등으로 구성된다.
영양군 영양읍 무창리(N 36°37'59", E 129°12'40")의 지방도 제918호선을 따라 오십봉층원의 현무암이 잘 드러나 있다. 오십봉 현무암은 대부분 현무암 용암류들로 구성되고 자색 역암, 사암과 이암이 협재한다. 용암류의 상단부는 흔히 유리질(琉璃質)이고 행인상(杏仁狀) 구조가 발달한다.
{{갤러리
|title=영양군 수비면 본신리 본신로 도로변의 가송동층
|width=350
|height=230
|lines=2

### 도계동층
도계동층(Dogyedong formation, 道溪洞層)은 영양군에서 가장 넓게 분포하는 지층으로, 청기면 행화리와 당리를 제외한 대부분의 지역, 일월면 남부, 영양읍과 석보면 중서부지역과 입암면까지 분포하여 영양군의 대부분을 차지한다. 영양군의 도계동층 내에는 두께 10~20 m의 세천동 현무암이 있는데 이곳에 현무암 자체에서 기원한 것으로 여겨지는 구리 광상이 일부 발달한다. 도계동층의 상한은 영양군 지역에서 나타나지 않아 전체 두께를 알 수 없으나 900 m 이상으로 추정된다. 도계동층은 대구층에 대비된다.
도계동 지질도폭(1963)에 의하면 하부의 청량산층과는 점이적이고 정합적인 관계이다. 양자의 경계는 청량산층의 상부에서 현무암류가 첨멸되는 부분을 도계동층의 하한으로 설정하였다. 도계동층은 주로 역암, 사암, 셰일 및 이암 등으로 구성되어 있으며 이들은 대체로 응회암질이다. 도계동층 하부는 역암과 사암이 현저하며 상부로 갈수록 셰일 및 이암층이 우세하다. 자갈은 원마도가 높으며 크기 5 cm 내외의 것들이다. 역암과 사암은 갈색 내지 담홍색을 띠며, 역암은 곳에 따라 알코스사암으로 점이된다. 셰일 및 이암은 (어두운) 자색(赭色)을 띤다. 도계동층 응회질의 정도는 하부에서 현저하며 상부로 갈수록 미약해진다.
영양 지질도폭(1970)에 의하면 영양소분지 지역 경상 누층군의 최상부 지층으로 하부의 청량산층을 정합으로 덮고 영양읍, 청기면의 대부분 지역, 입암면과 석보면 서부 일대에 넓게 분포한다. 도계동층이 넓게 분포하는 것은 영양군 지역에 발달하는 남-북 주향의 계단(階段) 단층에 의하여 반복되어 나타나기 때문이다. 도계동층의 구성 암석은 전체적으로 적갈색 내지 자색(赭色) 계통의 암색을 가지며 주로 이암과 석회질 알코스질사암 및 응회암질의 호층으로 이루어지고 역암 및 역질 사암, 응회암 및 현무암류를 포함한다. 역암 및 역질 사암층의 발달은 미약하다. 화산암이 포함되어 있어 도계동층 퇴적 중에도 화산 활동이 있었지만 그 규모는 청량산층 오십봉층원에 비해 약해졌다. 도계동층 하한(下限)으로부터 약 270 m 상위에 두께 10~20 m인 1~2매의 엷은 세천동(細川洞) 현무암류 및 응회암이 발달하고 그 위로는 화성활동의 흔적을 찾을 수 없다.
2006년 영양소분지 일대의 도계동층을 조사한 결과 영양군 지역의 도계동층에서 6개의 공룡 발자국 화석산지가 발견되었다.
| 화석산지 위치                             | 암상      | 개수              | 길이                      | 폭                        | 종류          |
| ----------------------------------------- | --------- | ----------------- | ------------------------- | ------------------------- | ------------- |
| 영양군 입암면 병옥리 병옥교 교각 아래     | 적색 셰일 | 6                 | 45~60                     |                           | 용각류        |
| 영양군 입암면 교리 하상                   | 적색 셰일 | 2                 | 56                        |                           | 용각류        |
| 영양군 청기면 상천리 동천 하상            | 적색 셰일 | 10                | 51~63                     | 44~56                     | 용각류        |
| 영양군 청기면 구매리 여미마을 하상        | 적색 사암 | 1                 | 42                        | 25                        | 용각류        |
| 영양군 청기면 구매리 구통마을 소청천 하상 | 적색 셰일 | 7                 | 15~65                     |                           | 용각류        |
| 영양군 영양읍 상원리 당평마을 반변천 하상 | 적색 셰일 | 용각류 5 조각류 1 | 용각류 25~39 조각류 26~80 | 용각류 20~26 조각류 22~63 | 용각류 조각류 |

영양군의 도계동층
- 입암면 신사리 지방도 제911호선 도로변
북위 36° 36′ 04.4″ 동경 129° 04′ 49.8″ / 북위 36.601222°  동경 129.080500°
- 일월면 칠성리 반변천 하천변 노두
북위 36° 44′ 05.0″ 동경 129° 08′ 57.9″ / 북위 36.734722°  동경 129.149417°
- 청기면 상청리 동천변의 도계동층 노두
북위 36° 38′ 31.5″ 동경 129° 03′ 54.4″ / 북위 36.642083°  동경 129.065111°
- 청기면 토곡리 460 하천변 노두
북위 36° 41′ 46.0″ 동경 129° 02′ 53.0″ / 북위 36.696111°  동경 129.048056°
- 청기면 토구리 산 8-4, 학암교 남쪽 동천 하천변 노두
북위 36° 42′ 22.0″ 동경 129° 03′ 11.5″ / 북위 36.706111°  동경 129.053194°
- 청기면 무진리 무진교 북측
북위 36° 44′ 29.0″ 동경 129° 01′ 47.0″ / 북위 36.741389°  동경 129.029722°
- 청기면 당리 산 87-1 지방도 제918호선 도로변
북위 36° 45′ 17.5″ 동경 129° 03′ 03.0″ / 북위 36.754861°  동경 129.050833°
- 청기면 당리 570-1 지방도 제918호선 도로변
북위 36° 45′ 25.0″ 동경 129° 03′ 20.0″ / 북위 36.756944°  동경 129.055556°
- 일월면 도곡리 산 281-25 지방도 제918호선 도로변
북위 36° 45′ 24.0″ 동경 129° 04′ 13.0″ / 북위 36.756667°  동경 129.070278°
- 일월면 도곡리 산 281-11 지방도 제918호선 도로변
북위 36° 45′ 21.0″ 동경 129° 04′ 25.0″ / 북위 36.755833°  동경 129.073611°
- 일월면 가곡리 산 114-1 지방도 제918호선 도로변
북위 36° 44′ 17.0″ 동경 129° 05′ 15.5″ / 북위 36.738056°  동경 129.087639°
- 영양 감천리 측백나무 숲과 도계동층 절벽

## 영양군의 단층
영양군에는 대규모의 단층은 없고, 연장 10 km 내외의 중소규모 단층들이 발달한다. 남-북 주향의 단층은 천곡 단층, 후평 단층, 소계 단층 등이 해당하며 단층면의 주향이 남-북 또는 북동 5~20°의 것으로 영양 지역에서 규모가 가장 크고 계단식 단층을 형성하고 있어 서에서 동으로 가면서 지괴가 하강하였다. 이들 단층의 경사는 거의 수직에 가까우나 동쪽으로 80~85°가량 경사져 있어 일종의 정단층이라 할 수 있다. 이들 단층의 형성 시기는 중생대 말로 보인다.

### 장수포 단층
장수포 단층은 수비면 일대에 발달하는 주향 북동 20°의 수직 단층이다. 수비면 오기리에서 수하리까지 장수포천을 따라 약 12 km 연장되며 선캄브리아기의 평해층군과 경상 누층군 울련산층, 동화지층, 가송동층, 청량산층, 도계동층이 이 단층에 의해 수평 변위되어 있다. 변위량은 평해층군 기준 약 2 km, 청량산층 기준 약 1 km이다.

### 천곡 단층
천곡 단층은 영양군의 가장 서쪽에 위치하며, 청기면 구매리에서 청송군 진보면 세장리로 이어지는 남-북 주향의 단층이다. 낙차는 곳에 따라 큰 변화를 보이고 있어서 입암면 금학리 동측에서는 200 m 내외, 천곡 곡저(谷底)부에서는 100 m 내외, 진보면 세장리 부근에서는 340 m 내외의 다양한 낙차를 보이고 있으며 금학리-세장리 지역에서의 주향 이동 거리는 8 km―가송동층 기준으로 보임―에 달한다. 지질도 상에 나온 단층의 연장은 25 km 에 달한다.

### 후평 단층
후평 단층은 감천리 북부 산성동마을에서 후평을 지나 청송군 진보면 각산리와 월전리, 파천면 송강리의 경계 지역에 위치한 비봉산까지, 국도 제31호선 및 반변천을 따라 이어지는 남-북 주향의 단층이다. 입암면 병옥리 이남에서는 남-북 내지 북서 5°의 주향을 보이나 북쪽으로 가면서 북동 5 내지 15°의 방향성을 가진다. 중간에 영양읍 감천리와 입암면 연당리의 경계 지역에서 북동 40° 주향의 감천 단층에 의해 절단되며 동측 지괴가 하강하였다. 단층의 낙차는 판수골(현, 영양읍 서부리 계곡) 곡저부에서 150 m 이상, 산성동 부근에서 200 m 이상, 지평동(현, 감천리 남부) 부근에서 150 m 이상, 병옥리 북방에서 70 m 이상, 그 이남ㅁ에서 100 m 내외, 비봉산 부근에서 300 m 이상을 보여 심한 변화를 보인다.

### 소계 단층
소계 단층은 석보면 소계리를 중심으로 발달하는 남-북 주향의 단층으로, 낙차는 고월동(현, 영양읍 대천리 남측 계곡)에서 50 m 내외, 소계리 부근에서 최소한 180 m 내외이다.

### 감천 단층
감천 단층은 영양읍 감천리 일대에 발달하는 주향 북동 30~40°의 단층이다. 지괴의 상승 운동이 미약한 주향 이동성 단층으로 작은 규모의 수평적 낙차를 보이는 수직 단층인데 좌측 지괴는 남서쪽으로, 반대쪽은 북동쪽으로 이동(sinistarl)하였다. 감천 단층은 후평 단층을 절단(약 300 m)한다.

### 주산 단층
주산 단층은 영양읍 화천리 세천동에서 양구리까지 이어지는 북서-남동 주향의 단층이다. 단층의 주향 이동 거리는 1 km 내외에 달한다.

## 광산과 지하자원
영양군 북부의 경상 누층군 중에는 광상(鑛床)이 거의 발달하지 않으며 선캄브리아기 변성암류에서 수개소의 광상이 발달한다. 아래 광산과 자원들의 설명은 1963년의 도계동 지질도폭과 1970년의 영양 지질도폭에 따른다.

### 일월광산
일월광산(日月鑛山)은 영양군 일월면의 죽현(竹峴) 부락 서방 약 800 m 지점에 위치한다. 광산 인근의 지질은 평해층군(PCEp)에 속하는 변성퇴적암류와 이를 관입하는 페그마타이트 암맥 또는 분암(玢巖)맥 등으로 구성되어 있다. 변성 퇴적암류는 주로 운모편암, 석회암, 규암과 규질점토암(硅質粘土巖) 등으로 구성된다. 엽리의 주향은 북서 방향, 경사는 남서 55° 또는 수직이며 동부 광체(鑛體)에서는 북서 53°의 주향에 경사는 북서 18°방향으로 침강하는 향사 습곡을 이루고 단층선을 따라 광화(鑛化)작용이 이루어졌으며 그 후의 신기 단층에 의하여 광체가 전위(轉位; 위치가 바뀜)되어 복잡한 구조를 이룬다. 본 광산에서 산출되는 광석은 섬아연석, 방연석 및 황동석을 주로 하고 황철석, 자류철석(磁硫鐵石), 유비철석(硫砒鐵石) 등의 유화광물을 수반하고 소량의 금 및 은을 함유한다.

### 구리 광상
영양도폭 지역에서는 개발된 광산이 없다. 그러나 세천동(細川洞) 지역의 현무암류에는 약간의 구리가 있음이 보고된 바 있다.

## 임하댐 탁수
안동시의 임하댐은 다른 댐보다 탁수(濁水) 현상이 심하고 오래 지속된다. 이는 임하댐 상류의 고화가 덜 된 동화치층과 도계동층의 적갈색과 자색 셰일 및 알코스사암에서 떨어져 나온 점토 물질이 물속에 부유하기 때문이다. 영양 지역에 발달하는 천곡 단층, 후평 단층 등 단층과 절리들도 점토 광물을 포함한 퇴적암의 풍화 속도를 빠르게 하여 탁수 형성에 기여한다.

## 같이 보기
- 한국의 지질
- 경상 누층군
- 영양군